# لايشا هايلي
لايشا هايلي (Leisha Hailey) هي موسيقية وممثلة أمريكية من مواليد 11 يونيو 1971.تعرف بتقمصها للدور الرئيسي لشخصية «أليس بيزسكي» في مسلسل الأمريكي كلمة إل و الذي يعرض علي شبكة شو تايم.

## روابط خارجية
- لايشا هايلي على موقع IMDb (الإنجليزية)
- لايشا هايلي على موقع ألو سيني (الفرنسية)
- لايشا هايلي على موقع ميوزك برينز (الإنجليزية)
- لايشا هايلي على موقع أول موفي (الإنجليزية)
- لايشا هايلي على موقع إن إن دي بي (الإنجليزية)
- لايشا هايلي على موقع ديسكوغز (الإنجليزية)
- لايشا هايلي على موقع قاعدة بيانات الفيلم (الإنجليزية)
- لايشا هايلي على موقع كينوبويسك (الروسية)